# Man Parrish
Manuel Joseph „Man“ Parrish (* 6. Mai 1958 in New York City) gilt als einer der Pioniere der elektronischen Musik und schuf grundlegende Elemente für die Hip-Hop- und Electro-Szene.

## Karriere
In den frühen 1980ern gehörte Parrish zu den regelmäßigen Besuchern des Szeneclubs Studio 54. Beeinflusst von der Musik von Brian Eno und Kraftwerk nahm er das Instrumentalstück Hip-Hop Be Bop auf, das in den Clubs von New York sehr populär wurde und sich weit verbreitete. Daraufhin wandte er sich an das Label Importe, das mit ihm ein Album aufnahm. Das Album erreichte Platz 43 der R&B-Charts und verkaufte sich weltweit über zwei Millionen Mal. Der Song wurde ein Clubhit und kam auf Platz 4 der Dance-Charts in den Vereinigten Staaten. Außerdem platzierte er sich in den R&B-Charts und den Charts in Großbritannien. Ein weiteres wichtiges und erfolgreiches Lied war Boogie Down Bronx. Beide Werke gelten als prägend für Electro, Techno, Freestyle sowie für den Hip-Hop und die sich um diese Musikgenre herum entwickelnden Stile.
Danach fiel er allerdings erst einmal in ein kreatives Loch, bevor er als Produzent und Remixer zurückkehrte und mit Stars wie Michael Jackson, Gloria Gaynor, Boy George und Village People zusammenarbeitete. Als DJ legte der homosexuelle Musiker in New Yorker Schwulenclubs auf. Mit der Hi-NRG-Band Man 2 Man nahm er 1986 den Titel Male Stripper auf, der ein internationaler Hit wurde und Platz 4 in Großbritannien erreichte.
Erst 1997 veröffentlichte Man Parrish ein zweites Album mit dem Titel Dreamtime.

## Zusammenarbeit
- Michael Jackson
- Boy George
- Gloria Gaynor
- Man 2 Man
- Village People
- Crystal Waters
- Raul Rodriguez
- John Robie
- Cherry Vanilla
- Klaus Nomi
- MROZINSKI

## Diskografie

### Alben
- Man Parrish (1982, Importe)
- Dreamtime (1997, Man Made/Hot Records)
- The Best Of Man Parrish – Heatstroke (1997)

### Singles
- Hip Hop, Be Bop (Don’t Stop) (1982)
- Heatstroke (1982)
- Man Made (1982)
- Boogie Down (Bronx) (featuring Freeze Force, 1984)
- Male Stripper (Man 2 Man meets Man Parrish, 1986)
- Brown Sugar (1987)

### Remixes / Productions
- Paul Parker „One Look“" (Man Parrish Mix), 12" (Dice Records)
- Michael Jackson „Speed Demon“ (Remix) Sony/Epic
- Village People „YMCA“ (Man Parrish Live Show Remix)
- Village People „Macho Man“ (Man Parrish Live Show Remix)
- Village People „In the Navy“ (Man Parrish Live Show Remix)
- Village People „San Francisco“ (Man Parrish Live Show Remix)
- Village People „Trash Disko“ (Man Parrish Live Show Remix)
- Two Sisters „High Noon“ (Sugarscoop Records)
- Two Sister „B-Boys Beware“ (Sugarscoop Records)
- Rama „Don’t Want You to Be“ (Sugarscoop Records)
- John Sex „Rock Your Body“ (Dream Records)
- Boy George & Marilyn „Spirit in the Sky“ (Man Parrish Live Show Remix)
- Company B „Fascinated“ Remix (Hot Productions)
- Gloria Gaynor „I Am What I Am“ Original Version (S. Blue Records)
- Donna Destri „Rebel Rebel“ (Main Man Records)